# Onaka
Onaka é uma cidade  localizada no estado norte-americano de Dacota do Sul, no Condado de Faulk.

## Demografia
Segundo o censo norte-americano de 2000, a sua população era de 30 habitantes.
Em 2006, foi estimada uma população de 26, um decréscimo de 4 (-13.3%).

## Geografia
De acordo com o United States Census Bureau tem uma área de
0,7 km², dos quais 0,7 km² cobertos por terra e 0,0 km² cobertos por água.

## Localidades na vizinhança
O diagrama seguinte representa as localidades num raio de 32 km ao redor de Onaka.